# Porter, Minnesota
Porter là một thành phố thuộc quận Yellow Medicine, tiểu bang Minnesota, Hoa Kỳ. Năm 2010, dân số của thành phố này là 183 người.

## Dân số
- Dân số năm 2000: 190 người.
- Dân số năm 2010: 183 người.